# Адміністративний устрій Чаплинського району
Адміністративний устрій Чаплинського району — адміністративно-територіальний поділ Чаплинського району Херсонської області на 2 селищні громади, 2 сільські громади та 2 сільські ради, які об'єднують 41 населений пункт та підпорядковані Чаплинській районній раді. Адміністративний центр — смт Чаплинка.

## Список громадЧаплинського району
| № | Назва                        | Центр            | Населені пункти | Площа км² | Місце за площею | Населення (2015), осіб | Місце за населенням |
| - | ---------------------------- | ---------------- | --- | --------- | --------------- | ---------------------- | ------------------- |
| 1 | Асканія-Нова селищна громада | смт Асканія-Нова | смт Асканія-Нова с-ще Іллінка с-ще Комиш c-ще Маркеєв с-ще Молочне с-ще Новий Етап с-ще Питомник |           |                 |                        |                     |
| 2 | Чаплинська селищна громада   | смт Чаплинка     | с. Андріївка с. Балтазарівка с. Білоцерківка c. Кучерявоволодимирівка с. Кудряве c. Магдалинівка с. Морозівка с. Нове с. Новий Гай c. Першокостянтинівка с. Рачівка c. Скадовка смт Чаплинка c. Червона Поляна с. Червоний Яр с. Чорна Долина |           |                 |                        |                     |
| 3 | Присиваська сільська громада | c. Григорівка    | c. Григорівка c. Іванівка с. Нововолодимирівка c. Павлівка c. Строганівка |           |                 |                        |                     |
| 4 | Хрестівська сільська громада | c. Хрестівка     | c. Долинське с. Маячинка c. Надеждівка с. Наталівка c. Новонаталівка с. Рогачинка с. Світле c. Хрестівка c. Шевченка |           |                 |                        |                     |

## Список радЧаплинського району
| № | Назва                        | Центр           | Населені пункти                 | Площа км² | Місце за площею | Населення (2001), чол. | Місце за населенням | Розташування |
| - | ---------------------------- | --------------- | ------------------------------- | --------- | --------------- | ---------------------- | ------------------- | ------------ |
| 1 | Преображенська сільська рада | c. Преображенка | c. Преображенка с. Благодатне   |           |                 |                        |                     |              |
| 2 | Хлібодарівська сільська рада | c. Хлібодарівка | c. Хлібодарівка с. Веселе Друге |           |                 |                        |                     |              |

* Примітки: м. — місто, с-ще — селище, смт — селище міського типу, с. — село